# Eliminatoria al Campeonato Juvenil de la AFC 2006
La Eliminatoria al Campeonato Juvenil de la AFC 2006 fue la fase previa del torneo en el que participaron las selecciones juveniles de Asia para clasificar a la fase final del torneo a efectuarse en la India, el cual otorgaba 4 plazas para la Copa Mundial de Fútbol Sub-20 de 2007.
La eliminatoria consistió de 14 grupos de eliminación, donde el vencedor de cada grupo más el mejor segundo lugar clasificaron al torneo junto al anfitrión India.

## Grupo 1
| País   | Pts | J | G | E | P | GF | GC | GD |
| ------ | --- | - | - | - | - | -- | -- | -- |
| Irak   | 6   | 2 | 2 | 0 | 0 | 3  | 0  | +3 |
| Kuwait | 3   | 2 | 1 | 0 | 1 | 4  | 2  | +2 |
| Líbano | 0   | 2 | 0 | 0 | 2 | 1  | 6  | -5 |

| 23 de noviembre de 2005 | Líbano | 0 - 2 | Irak                                        | Al Kuwait Sports Club Stadium, Kuwait City, Kuwait |  |
|                         |        |       | Alaa Abdul-Zahra 34' · Khaldoun Ibrahim 45' |                                                    |  |

| 25 de noviembre de 2005 | Kuwait                                           | 4 - 1 | Líbano         | Al Kuwait Sports Club Stadium, Kuwait City, Kuwait |  |
|                         | Amer Al-Fadhel 16' 43' · Ali Al-Mashmoum 24' 34' |       | Ali Safwan 47' |                                                    |  |

| 27 de noviembre de 2005 | Irak                     | 1 - 0 | Kuwait | Al Kuwait Sports Club Stadium, Kuwait City, Kuwait |  |
|                         | Mostafa Karim 76' (pen.) |       |        |                                                    |  |

## Grupo 2
| País           | Pts | J | G | E | P | GF | GC | GD |
| -------------- | --- | - | - | - | - | -- | -- | -- |
| Arabia Saudita | 6   | 2 | 2 | 0 | 0 | 7  | 3  | +4 |
| Siria          | 3   | 2 | 1 | 0 | 1 | 3  | 3  | 0  |
| Omán           | 0   | 2 | 0 | 0 | 2 | 2  | 6  | -4 |

| 23 de noviembre de 2005 | Siria               | 1 - 3 | Arabia Saudita                                                             | Prince Mohamed bin Fahd Stadium, Dammam, Arabia Saudita |  |
|                         | Mahmoud Khaddoj 87' |       | Ahmed Kabee 42' · Ibrahim Al Abdullah 73' (a.g.) · Mohammed Al Sahlawi 89' |                                                         |  |

| 25 de noviembre de 2005 | Arabia Saudita                                                            | 4 - 2 | Omán                                           | Prince Mohamed bin Fahd Stadium, Dammam, Arabia Saudita |  |
|                         | Mohammed Al Sahlawi 63' 76' · Mohammed Al Bishi 73' · Nasir Al Selimi 83' |       | Jaifar Al Mukhani 33' · Mohammed Al Shamsi 77' |                                                         |  |

| 27 de noviembre de 2005 | Omán | 0 - 2 | Siria                                 | Prince Mohamed bin Fahd Stadium, Dammam, Arabia Saudita |  |
|                         |      |       | Ali Mohammed Ali 38' · Anad Osman 86' |                                                         |  |

## Grupo 3
| País      | Pts | J | G | E | P | GF | GC | GD |
| --------- | --- | - | - | - | - | -- | -- | -- |
| UAE       | 6   | 2 | 2 | 0 | 0 | 8  | 0  | +8 |
| Yemen     | 3   | 2 | 1 | 0 | 1 | 3  | 2  | +1 |
| Palestina | 0   | 2 | 0 | 0 | 2 | 0  | 9  | -9 |

| 23 de noviembre de 2005 | Yemen                                             | 3 - 0 | Palestina | Al-Rashid Stadium, Dubái, UAE |  |
|                         | Zakarya Dammag 34' 52' · Abdulrazzaq Al Ashbi 68' |       |           |                               |  |

| 25 de noviembre de 2005 | Palestina | 0 - 6 | UAE | Al-Rashid Stadium, Dubái, UAE |  |
|                         |           |       | Abdulla Bloushi 21' · Nasser Hasan 37' 66' · Mohamed Al Shehhi 45+2' · Musalam Al Hamadani 45+3' · Abdulla Saeed 88' (pen.) |                               |  |

| 27 de noviembre de 2005 | UAE                                     | 2 - 0 | Yemen | Al-Rashid Stadium, Dubái, UAE |  |
|                         | Saeed Al Kathiri 44' · Nasser Hasan 74' |       |       |                               |  |

## Grupo 4
| País     | Pts | J | G | E | P | GF | GC | GD |
| -------- | --- | - | - | - | - | -- | -- | -- |
| Jordania | 3   | 2 | 1 | 0 | 1 | 4  | 3  | +1 |
| Baréin   | 3   | 2 | 1 | 0 | 1 | 2  | 2  | 0  |
| Catar    | 3   | 2 | 1 | 0 | 2 | 3  | 4  | -1 |

| 2 de febrero de 2006 | Catar          | 1 - 4 | Jordania                                                             | King Abdullah Stadium, Amán, Jordania |  |
|                      | Ali Affefi 31' |       | Lo'ay Omran 25' · Anas Hijah 32' · Ahmed Nofal 67' · Adnan Adous 76' |                                       |  |

| 4 de febrero de 2006 | Jordania | 0 - 2 | Baréin                               | King Abdullah Stadium, Amán, Jordania |  |
|                      |          |       | Yusef Ali 23' · Hamood Al Yazidi 32' |                                       |  |

| 27 de noviembre de 2005 | Baréin | 0 - 2 | Catar                                | King Abdullah Stadium, Amán, Jordania |  |
|                         |        |       | Yusef Ali 23' · Hamood Al Yazidi 32' |                                       |  |

## Grupo 5
Los partidos se jugaron en Dushambe, Tayikistán del 23 al 27 de noviembre del 2005.
| País       | Pts | J | G | E | P | GF | GC | GD  |
| ---------- | --- | - | - | - | - | -- | -- | --- |
| Tayikistán | 4   | 2 | 1 | 1 | 0 | 8  | 0  | +8  |
| Uzbekistán | 4   | 2 | 1 | 1 | 0 | 3  | 0  | +3  |
| Pakistán   | 0   | 2 | 0 | 0 | 2 | 0  | 11 | -11 |

| Equipo 1   | Resultado | Equipo 2   |
| ---------- | --------- | ---------- |
| Uzbekistán | 3-0       | Pakistán   |
| Pakistán   | 0-8       | Tayikistán |
| Tayikistán | 0-0       | Uzbekistán |

## Grupo 6
El partido de ida se jugó el 22 de noviembre de 2005 en Katmandú y el de vuelta el 28 de noviembre de 2005 en Biskek. Timor Oriental abandonó el torneo.
| Equipo 1 | Agr. | Equipo 2   | Ida | Vuelta |
| -------- | ---- | ---------- | --- | ------ |
| Nepal    | 0-3  | Kirguistán | 0-1 | 0-2    |

## Grupo 7
Los partidos se jugaron en Colombo, Sri Lanka del 22 al 26 de febrero de 2006.
| País         | Pts | J | G | E | P | GF | GC | GD |
| ------------ | --- | - | - | - | - | -- | -- | -- |
| Australia    | 6   | 2 | 2 | 0 | 0 | 7  | 0  | +7 |
| Sri Lanka    | 3   | 2 | 1 | 0 | 1 | 2  | 5  | -3 |
| Turkmenistán | 0   | 2 | 0 | 0 | 2 | 1  | 5  | -4 |

| Equipo 1     | Resultado | Equipo 2     |
| ------------ | --------- | ------------ |
| Australia    | 3-0       | Turkmenistán |
| Turkmenistán | 1-2       | Sri Lanka    |
| Sri Lanka    | 0-4       | Australia    |

## Grupo 8
El partido de ida se jugó en Karaj, Irán en 23 de noviembre de 2005 y el de vuelta el 27 de noviembre de 2005 en Daca, Bangladés. Afganistán abandonó el torneo.
| Equipo 1 | Agr. | Equipo 2  | Ida | Vuelta |
| -------- | ---- | --------- | --- | ------ |
| Irán     | 7-0  | Bangladés | 5-0 | 2-0    |

## Grupo 9
El partido de ida se jugó el 12 de diciembre de 2005 en Kuala Lumpur, Malasia y el de vuelta el 16 de diciembre de 2005 en Thuwunna, Myanmar. Brunéi abandonó el torneo.
| Equipo 1 | Agr. | Equipo 2 | Ida | Vuelta |
| -------- | ---- | -------- | --- | ------ |
| Malasia  | 4-3  | Myanmar  | 4-2 | 0-1    |

## Grupo 10
| País      | Pts | J | G | E | P | GF | GC | GD |
| --------- | --- | - | - | - | - | -- | -- | -- |
| Tailandia | 6   | 2 | 2 | 0 | 0 | 5  | 1  | +4 |
| Indonesia | 1   | 2 | 0 | 1 | 1 | 2  | 4  | -2 |
| Singapur  | 1   | 2 | 0 | 1 | 1 | 1  | 3  | -2 |

| 23 de noviembre de 2005 | Tailandia              | 2 - 0 | Singapur | Singapur, |  |
|                         | Tatong 9' · Jujeen 44' |       |          |           |  |

| 25 de noviembre de 2005 | Singapur  | 1 - 1 | Indonesia     | Singapur, |  |
|                         | Jamil 43' |       | Levandy 90+1' |           |  |

| 27 de noviembre de 2005 | Indonesia  | 1 - 3 | Tailandia                    | Singapur, |  |
|                         | Nugraha 5' |       | Tatong 29' 80' · Jinta 90+3' |           |  |

## Grupo 11
Los partidos se jugaron en Saigón, Vietnam del 23 al 27 de noviembre del 2005.
| País     | Pts | J | G | E | P | GF | GC | GD |
| -------- | --- | - | - | - | - | -- | -- | -- |
| Vietnam  | 4   | 2 | 1 | 1 | 0 | 5  | 2  | +3 |
| Laos     | 4   | 2 | 1 | 1 | 0 | 2  | 1  | +1 |
| Maldivas | 0   | 2 | 0 | 0 | 2 | 1  | 5  | -4 |

| Equipo 1 | Resultado | Equipo 2 |
| -------- | --------- | -------- |
| Laos     | 1-0       | Maldivas |
| Maldivas | 1-4       | Vietnam  |
| Vietnam  | 1-1       | Laos     |

## Grupo 12
Los partidos se jugaron en Macao del 23 al 27 de noviembre.
| País  | Pts | J | G | E | P | GF | GC | GD  |
| ----- | --- | - | - | - | - | -- | -- | --- |
| China | 6   | 2 | 2 | 0 | 0 | 26 | 1  | +25 |
| Macao | 3   | 2 | 1 | 0 | 1 | 3  | 9  | -6  |
| Guam  | 0   | 2 | 0 | 0 | 2 | 0  | 19 | -19 |

| Equipo 1 | Resultado | Equipo 2 |
| -------- | --------- | -------- |
| China    | 17-0      | Guam     |
| Guam     | 0-2       | Macao    |
| Macao    | 1-9       | China    |

## Grupo 13
Los partidos se jugaron en Paju, Corea del Sur del 23 al 27 de septiembre del 2005.
| País          | Pts | J | G | E | P | GF | GC | GD  |
| ------------- | --- | - | - | - | - | -- | -- | --- |
| Corea del Sur | 6   | 2 | 2 | 0 | 0 | 15 | 0  | +15 |
| Hong Kong     | 3   | 2 | 1 | 0 | 1 | 4  | 5  | -1  |
| Mongolia      | 0   | 2 | 0 | 0 | 2 | 3  | 17 | -14 |

| Equipo 1      | Resultado | Equipo 2      |
| ------------- | --------- | ------------- |
| Corea del Sur | 13-0      | Mongolia      |
| Mongolia      | 3-4       | Hong Kong     |
| Hong Kong     | 0-2       | Corea del Sur |

## Grupo 14
| País            | Pts | J | G | E | P | GF | GC | GD  |
| --------------- | --- | - | - | - | - | -- | -- | --- |
| Japón           | 6   | 2 | 2 | 0 | 0 | 6  | 0  | +6  |
| Corea del Norte | 3   | 2 | 1 | 0 | 1 | 5  | 1  | +4  |
| China Taipéi    | 0   | 2 | 0 | 0 | 2 | 0  | 10 | -10 |

| 23 de noviembre de 2005 | China Taipéi | 0 - 5 | Japón                                                           | KKWing Stadium, Kumamoto, Japón |  |
|                         |              |       | Umesaki 10' · Yanagisawa 41' · Kawahara 64' 68' · Morishima 89' |                                 |  |

| 25 de noviembre de 2005 | Corea del Norte                                                              | 5 - 0 | China Taipéi | KKWing Stadium, Kumamoto, Japón |  |
|                         | Kim Kyong-Il 11' · Pak Nam-Chol 15' · An Jong-Ho 50', 74' · Pak Chol-Min 56' |       |              |                                 |  |

| 27 de noviembre de 2005 | Japón      | 1 - 0 | Corea del Norte | KKWing Stadium, Kumamoto, Japón |  |
|                         | Yasuda 84' |       |                 |                                 |  |

## Clasificados al Campeonato Juvenil de la AFC
| - Irak - Arabia Saudita - Emiratos Árabes Unidos - Jordania - Tayikistán | - Kirguistán - Australia - Irán - Malasia - Tailandia | - Vietnam - China - Corea del Sur - Japón - Corea del Norte |